# Massacre de Womey
Le massacre de Womey a lieu à la mi-septembre 2014, pendant l'épidémie de virus Ebola en Afrique de l'Ouest. Une équipe composée de professionnels de santé affiliés à l'ONGI Search for Common Ground, de journalistes et de représentants du gouvernement guinéen est attaquée par des habitants de Womey, dans le sud-ouest de la Guinée, et huit de ses membres sont tués. Le groupe venait sensibiliser la population locale à la lutte contre le virus Ebola, qui avait fait plus de 600 morts dans le pays au cours des mois précédents.

## Contexte
L'attaque contre l'équipe sanitaire d'Ebola à Womey, en Guinée, est liée à la méfiance des villageois et à la mauvaise communication entre ceux-ci et le gouvernement guinéen. Après l'attaque, l'officier de police local Richard Haba explique que les villageois croyaient qu'Ebola « n'est rien de plus qu'une invention de blancs pour tuer les noirs ». Il semblerait que le problème sous-jacent soit la peur. Un coordinateur de Search for Common Ground, Aly Badara, déclare : « Dans cette partie de la Guinée, il n'y a aucune confiance entre ces personnes et leur gouvernement ».

## Sommaire
Le 18 septembre, les corps d'une équipe de responsables guinéens de la santé et du gouvernement, accompagnés de journalistes, qui diffusait des informations sur Ebola et effectuait des travaux de désinfection, sont trouvés dans des latrines de la ville de Womey, à 50 kilomètres de Nzérékoré,. Le groupe est tué après avoir fui l'émeute qui se formait contre leur venue. Les responsables du gouvernement déclarent que « les corps présentaient des signes d'attaques à la machette et à la massue » et « trois d'entre eux avaient la gorge tranchée ».

## Incident
Lorsque le groupe arrive pour la première fois dans le village, des résidents leur lancent des pierres, ce qui provoque la séparation de ses membres. Neuf personnes essayent de se cacher près de la ville de Womey, d'autres se réfugient près de Nzérékoré. Sur ces neuf, seul une survit. Les huit autres membres du groupe sont tués. Le survivant, un journaliste, déclare avoir entendu les villageois les chercher. L'équipe était composée d'agents de santé, de responsables gouvernementaux, d'un prêtre et de journalistes.
Des éléments de preuve sont trouvés, six personnes sont arrêtées dans le cadre des attaques. Au 22 septembre 2014, vingt personnes avaient été arrêtées et, au 24 septembre 2014, la police guinéenne avait arrêté 27 suspects dans le cadre de l'attaque. Au 21 avril 2015, les tribunaux avaient condamné onze personnes à perpétuité.

## Victimes
L'équipe comprenait au moins deux médecins, dont le directeur de la santé de la préfecture et le directeur adjoint de l'hôpital de la région,,. Le pasteur travaillait dans une église chrétienne locale et était l'un des fondateurs de Hope Clinic, qui fournit des soins médicaux et pratique des chirurgies. L'un des journalistes, Facely Camara, travaillait pour Zaly Liberté FM tandis que deux autres, Sidiki Sidibé et Molou Chérif, travaillaient pour Radio Rurale de N'Zérékoré,, des radios locales.

## Impact
Après l'attaque, la crise d'Ebola est considérée à la fois comme une crise sanitaire mondiale et un risque pour la sécurité.
Irina Bokova, directrice générale de l'UNESCO, condamne les assassinats de l'équipe soignante. Sa déclaration souligne l'important rôle que jouent les médias dans la lutte contre l'épidémie, affirmant que « avec la propagation du virus, le rôle des médias dans la sensibilisation des populations est plus important que jamais ».
l'Union des radios et télévisions libres de Guinée, l'Association Guinéenne des éditeurs de la Presse Indépendante et l'Association guinéenne des médias en ligne condamnent conjointement le massacre.

## Incidents liés
Plus tard en septembre 2014, une équipe de la Croix-Rouge en Guinée est attaquée alors qu'elle tente de récupérer des cadavres. Un autre organisme de bienfaisance médical s'était déjà retiré de Guinée après plusieurs attaques par lapidation contre leurs équipes. En août 2014, des émeutes éclatent à Nzérékoré lorsqu'une équipe tentent de désinfecter un marché.